# ルーマニア

ルーマニア
România

国の標語：なし
国歌：Deșteaptă-te române!（ルーマニア語）
目覚めよ、ルーマニア人!

ルーマニア（羅: România）は、東ヨーロッパ、バルカン半島東部に位置する共和制国家。首都はブカレスト。南西にセルビア、北西にはハンガリー、北がウクライナ、北東をモルドバ、南にブルガリアと国境を接し、東は黒海に面している。
国土の中央をほぼ逆L字のようにカルパティア山脈が通り、山脈に囲まれた北西部の平原のトランシルヴァニア、ブルガリアに接するワラキア、モルドバに接するモルダヴィア、黒海に面するドブロジャの4つの地方に分かれている。

## 概要
ルーマニアはヨーロッパにおいて国土面積が第12位であり、また、欧州連合の加盟国としては人口密度が第6位となっている。主要都市は首都で最大の都市でもあるブカレストをはじめ、クルージュ・ナポカ、ヤシ、ティミショアラ、コンスタンツァ、クラヨヴァ、ブラショフ、ガラツィが挙げられる。
ヨーロッパにおいて第2位の長さの河川であるドナウ川が近隣に位置し、カルパティア山脈が北から南西にルーマニアの国土を横断している。国土は、標高2,544 mのモルドベアヌ山を含んでいる。
ルーマニアは「多種多様な民族によって形成された国家」であるといって過言ではない。同国の住民は、紀元前からこの地方に住んでいたトラキア系のダキア人と、2世紀ごろにこの地方を征服した古代ローマ人、7世紀から8世紀ごろに侵入したスラブ人、9世紀から10世紀に侵入したマジャール人、その他にトルコ人、ゲルマン人などの混血や同化によって、重層的かつ複合的に形成された等と言述される複合民族 români（ロムニ、ルーマニア人）が約9割を占める。
そして少数のマジャール系のセーケイ人やロマ人（≒ジプシー）なども住んでいる。なお、同国人口の大半はルーマニア人であり、宗教的には東方正教会のキリスト教が主体となっており、ロマンス語に分別される言語であるルーマニア語が用いられている。
現代のルーマニア国家は、1859年にモルダヴィアとワラキアのドナウ公国の個人的な連合によって形成されたものに端を発する。
現在のルーマニア地域への定住は、旧石器時代に始まり、古代末期のローマ帝国によるダキア王国とその征服、その後のローマ化を証明する文書記録が確認されている。1866年から正式に「ルーマニア」と名付けられた国家は、1877年にオスマン帝国から独立を果たした。
第一次世界大戦中、ルーマニアは1914年に中立を宣言した後、1916年から連合国と共に参戦した。戦後、ブコヴィナ、ベッサラビア、トランシルヴァニア、バナト、クリシャナ、マラムレシュの一部は前身国家であるルーマニア王国の構成地域となった。1940年の6月から8月にかけて、モロトフ・リッベントロップ協定と第二次ウィーン裁定の結果、ルーマニアはベッサラビアと北ブコヴィナをソビエト連邦へ、北トランシルヴァニアをハンガリーへ割譲することを余儀なくされた。更に同年11月、ルーマニア王国は日独伊三国同盟に調印し、1941年6月には枢軸国側として第二次世界大戦に参戦し、1944年8月に連合国へ加わり、北トランシルヴァニアを奪還するまでソ連と交戦した。赤軍による侵略戦争と占領の後、同王国は社会主義共和国となり、ワルシャワ条約機構のメンバーとなった。1989年の革命後、ルーマニアは民主主義と市場経済への移行を開始し、共和制国家へと転身。以後は現在に至っている。
ルーマニアは現在、先進国の一員であり、国際情勢におけるミドルパワーとして台頭しつつある。ルーマニアは2000年代初頭に急速な経済成長を果たしている。同国経済は現在、サービス業を主体とする商業に基づく形で成り立っており、自動車産業ではダチアやOMVペトロムなどの企業を通じて、自動車と電気エネルギーの生産ならびに純輸出を行なっている。その経済は欧州連合加盟国の中で最も急速に成長しており、名目GDPで世界第44位、PPPでは第36位にランクされている。更にルーマニア国民は世界で最も速く且つ最も安いインターネット回線の1つを享受しており、傍ら幸福度ランキングでも比較的上位にランクされている。
ルーマニアは国際連合（UN）、欧州連合（EU）、北大西洋条約機構（NATO）、欧州評議会（CoE）、黒海経済協力機構（BSEC）、世界貿易機関（WTO）のメンバーの一国である。

## 国名
正式名称はルーマニア語で România [romɨˈni.a] ( 音声ファイル)。原音により忠実にカナ表記すると「ロムニア」が近い。
国名の由来（語源）は、ラテン語で「ローマ人（ローマ市民）の土地」という意味の表現。
ハンガリー語の表記は Románia [romaːniɒ]（ロマーニア）。
かつて、英語では Rumania、ドイツ語では Rumänien、フランス語では Roumanieと表記するなど、現地の発音とは一つめの母音から既にずれた表記が流通していた。近年では、現地の表記に沿う方向で修正される動きもあり、たとえば英語での公式表記は Romania となったが、英語はロマンス諸語に表記だけを似せても発音は「[roʊˈmeɪniə] ( 音声ファイル)」（ロゥメイニア）となり、あまり参考にならない。
日本語表記
日本語の表記は、昔の英語式の表記に影響を受けた「ルーマニア」となっている。漢字表記は羅馬尼亜（羅馬尼亞）、緑馬尼、羅と略される。中国語も同じく「羅馬尼亞」と表記する。
独立してからの日本語での正式名称は、以下のように変遷している。
- 1859年 - 1881年 ルーマニア公国（連合公国）
- 1881年 - 1947年 ルーマニア王国
- 1947年 - 1965年 ルーマニア人民共和国
- 1965年 - 1989年 ルーマニア社会主義共和国
- 1989年 - 現在 ルーマニア

現在では政体を指す共和国は含まない国名が正式名称となっており、「ルーマニア共和国」という表記は誤りである。

## 歴史

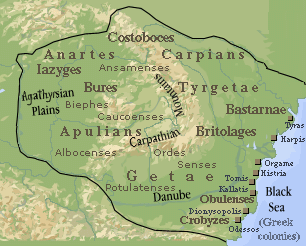
古代ダキア

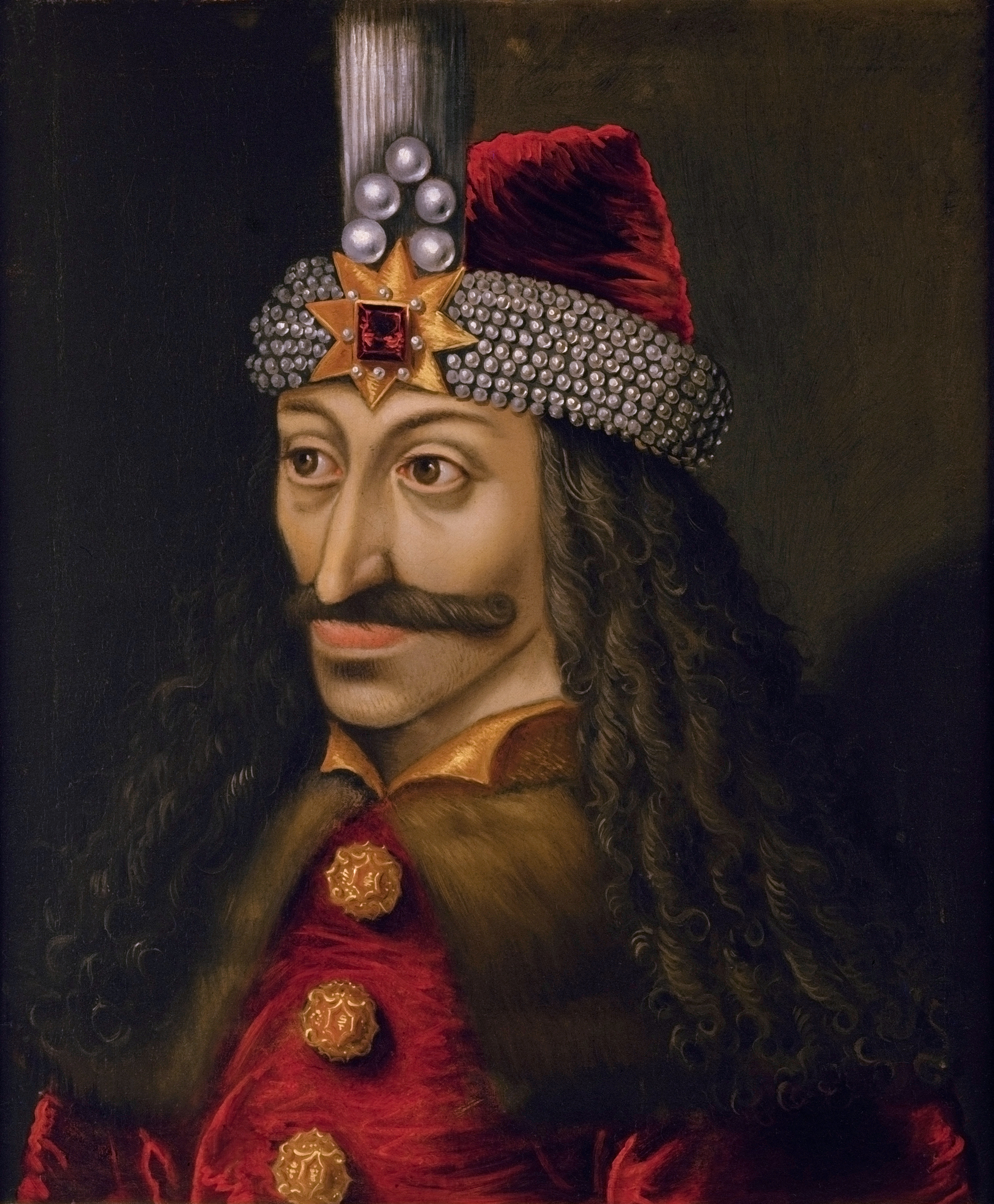
ヴラド・ツェペシュ

古代にはゲタイ人（古代ギリシア語: Γέται）と呼ばれる民族が居住していた。紀元前513年、イストロス河（古代ギリシア語: Ἴστρος、現・ドナウ川）の南でゲタイ人の部族連合が、対スキタイ戦役中のペルシア王ダレイオス1世に敗れた（ヘロドトス『歴史』4巻93）。
約600年後、ダキイ人（ラテン語: Daci）は、ローマ帝国への侵攻に怒ったローマ皇帝トラヤヌスによる2度の遠征（101年 - 106年）に敗れ、ローマ帝国の領土となった。その王国の4分の1はローマ領となり、ローマ帝国の属州ダキアとなった。現在の国名もその時の状態である「ローマ人の土地（国）」を意味する。国歌の歌詞にトラヤヌスが登場するのは、こうした経緯からである。
238年から258年にかけて、ゴート人とカルピイ人がバルカン半島まで遠征した。ローマ帝国はドナウ川南まで後退し、以前の属領上モエシアの一部に新しく属領ダキアを再編した。
271年、かつてのダキアにゴート人の王国が建てられ、4世紀終わりまで続いたのち、フン人の帝国に併呑された。中央アジア出身の遊牧民族が入れ替わりルーマニアを支配した。ゲピド人、アヴァールがトランシルヴァニアを8世紀まで支配した。その後はブルガール人がルーマニアを領土に収め、その支配は1000年まで続いた。このころの史料には、ペチェネグ人、クマ人、ウゼ人への言及も見られる。その後、13世紀から14世紀にはバサラブ1世によるワラキア公国、ドラゴシュによるモルダヴィア公国の成立が続いた。
中世にはワラキア、モルダヴィア、トランシルヴァニアの3公国があった。完全な独立ではなく、オスマン帝国やハプスブルク家の支配下にあった。ワラキアとモルダヴィアは15世紀から16世紀にかけてオスマン帝国の属国であった。モルダヴィアは1812年東部のベッサラビアをロシア帝国に割譲した（パリ条約により1920年に再合併）。北東部は1775年、オーストリア帝国領土となり、南東部のブジャクはオスマン帝国領であった。
トランシルヴァニアは11世紀にハンガリー王国の一部となり、王位継承により1310年以降アンジュー家、のちにハプスブルク家領となったが、1526年にオスマン帝国の属国となった（オスマン帝国領ハンガリー）。18世紀には再びハプスブルク家のハンガリー王国領となり、第一次世界大戦の終わる1918年までその状態が続いた。

ルーマニア国土の変遷（1859年 - 2010年）。濃い緑がその時代の領土、薄い緑がルーマニアが領有したことのある地域。

1859年にワラキアとモルダヴィアの公主が統一され、1861年、オスマン帝国宗主下の自治国として連合公国が成立した（ルーマニア公国）。1877年には露土戦争に乗じて完全な独立を果たすため、独立宣言を行った。1878年、ベルリン会議で国際的に承認され、ルーマニア王国が成立した。
第一次世界大戦では中央同盟国に攻め込まれ一時屈服したものの、与した連合国が勝利したことからトランシルヴァニアなどを併合して領土を倍増させ（「ルーマニア戦線」「トリアノン条約」参照）、大ルーマニアを実現させたが、全人口の4分の1が異民族という不安定な国家となった。1918年ベッサラビアを回復したが、これは1940年に再びソビエト連邦に占領され、最終的に割譲することとなる（現在はモルドバ共和国、ウクライナ）。
第二次世界大戦が始まると、ソ連はベッサラビアなどルーマニアの一部を占領した。国民は列強の領土割譲に対して無為無策であった国王カロル2世を批判し、退位させた。ルーマニアはドイツにつき枢軸国側として参戦した。この参戦により、ソ連が占領した地域を回復した。しかし、ドイツ敗退により再度ソ連に侵攻され、1944年8月の政変で独裁体制を敷いていたイオン・アントネスク元帥ら親ドイツ派を逮捕して連合国側につき、国内のドイツ軍を壊滅させたあとにチェコスロバキアまで戦線を拡大し、対ドイツ戦を続けた。
戦後はベッサラビアとブコヴィナをソ連に割譲させられ、ソ連軍の圧力により社会主義政権が樹立した。1947年に王制を廃止し、ルーマニア人民共和国が成立した（1965年にルーマニア社会主義共和国に改称）。しかし、ニコラエ・チャウシェスクの独裁政権のもと、次第に他の東側諸国とは一線を画す「自主独立路線」を唱え始め西側との結びつきも強めた。1989年、ニコラエ・チャウシェスクの独裁政権が打倒され（「ルーマニア革命」）、民主化された。
2007年1月1日に欧州連合（EU）に加盟した。加盟に際しては「改革が不十分である」として欧州理事会によって再審査されたが、「加盟後も改革を続行する」として承認された。

## 政治

2007年の欧州連合の拡大。黄色で表示されている国が新たに加盟したルーマニアとブルガリア。

現在の政体は大統領を国家元首とする共和制国家であり、議会において選出される首相が行政を行う議院内閣制を採用している。

### 行政
大統領は任期が5年となっており（2004年までは任期4年）、3選は禁止されている。大統領は象徴的な存在であり、政治の実権は首相に握られている。首相は大統領に任命され、議会にて承認される。首相は省庁を統括し、内政及び外交を司り、行政権を行使する政府の長として機能する。

### 議会
立法権は二院制の議会に属し、比例代表制で選出される議員から成る下院（代議院、定数330人）と上院（元老院、定数136人）で構成されている。両院とも議員の任期は4年。

### 政党
ルーマニアは複数政党制国家の一つであり、少数民族政党も存在している。

### 司法
司法権は政府から独立し、最高裁判所に属している。司法裁判所の頂点は破毀・司法高等裁判所で、憲法では「法の解釈及び適用を統一する役割を負う」。そして、構成や機能についてはルーマニアの基本法により定められるとされる。

### 国内における動き
2004年には北大西洋条約機構（NATO）に参加。2007年1月に欧州連合に加盟した。2016年2月、コメルサントは政府が隣国モルドバの政治危機に乗じて両国の統合を目指し、そのための働きかけを強めていると報じた。
2017年には、2012年に続いて大規模なルーマニア反政府運動が起きた。
なお、ルーマニア国内では旧王家が「王室」を称して公的活動を積極的に展開している。旧王家の家督は「ルーマニア王冠守護者」の称号と「陛下」の敬称を自称し、ルーマニア社会では広範に認められている。現在の家督はマルガレータ・ア・ロムニエイ。2018年10月29日、旧王家を軸とする国家的価値推進機関「国王ミハイ1世」の創設に関する法案が下院を通過した。

## 国際関係

### 日本との関係
駐日ルーマニア大使館
- 住所：東京都港区西麻布三丁目16-19
- アクセス：東京メトロ日比谷線 広尾駅3番出口

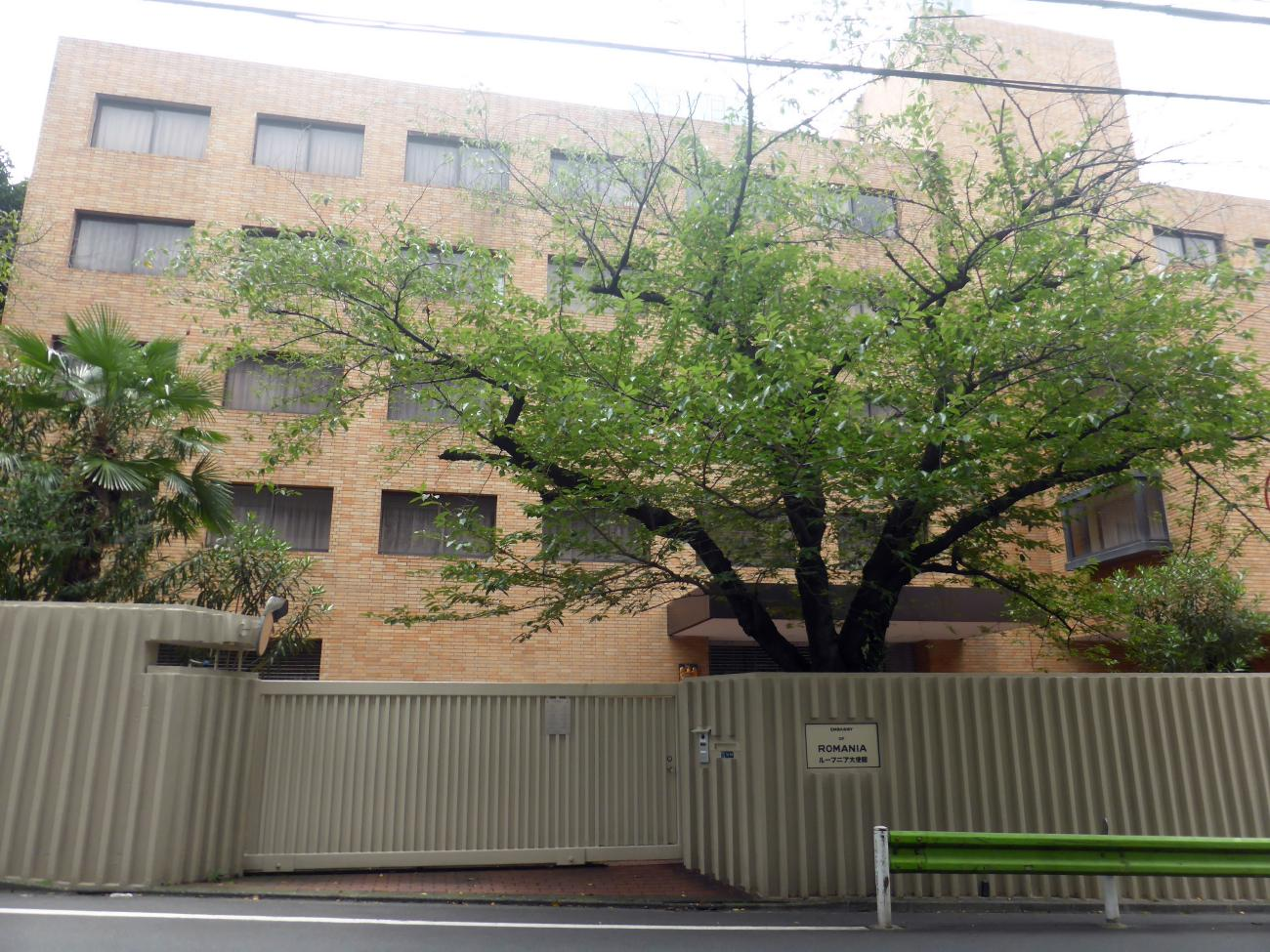
ルーマニア大使館全景
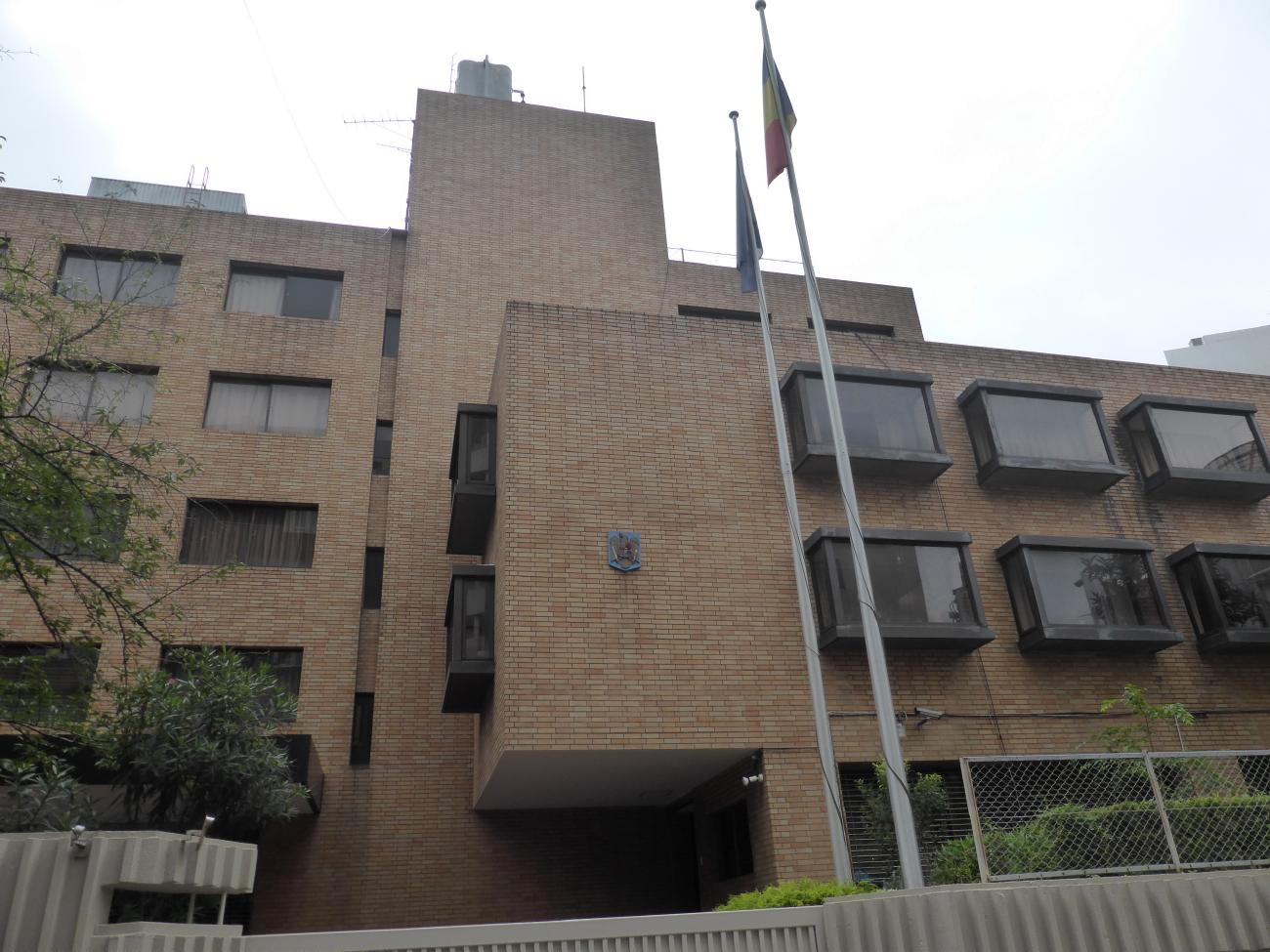
ルーマニアの国旗
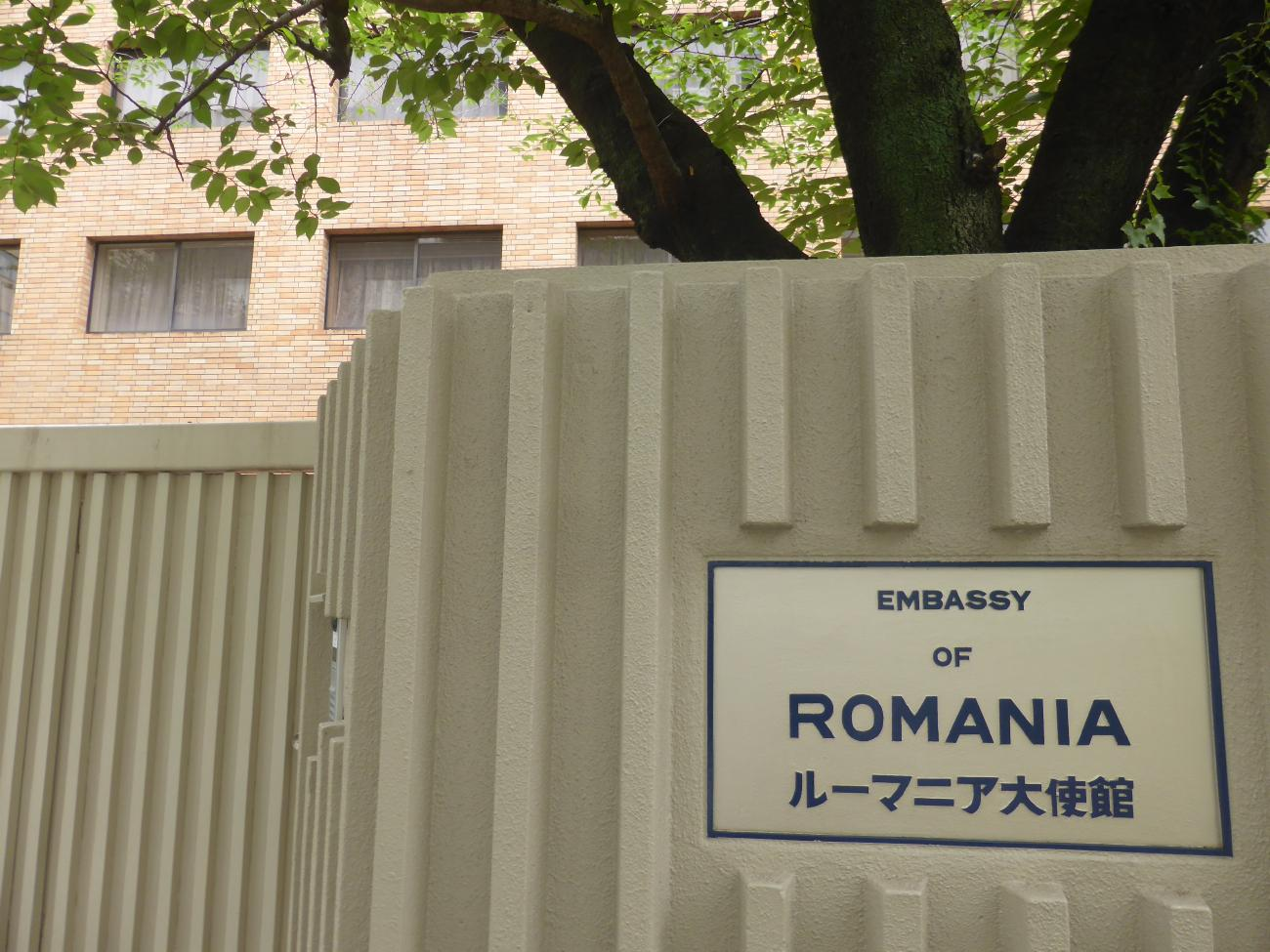
ルーマニア大使館表札
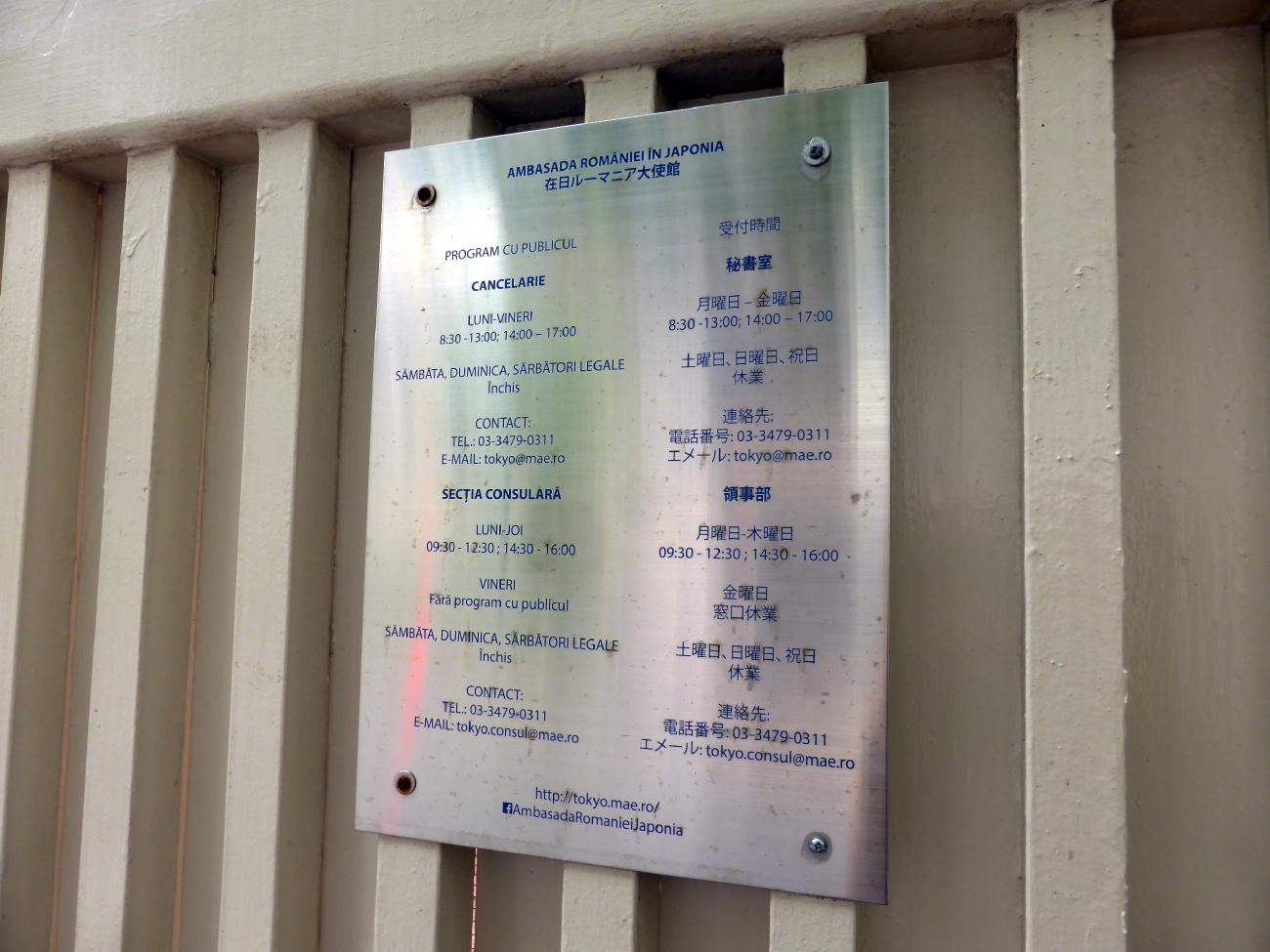
ルーマニア大使館受付時間
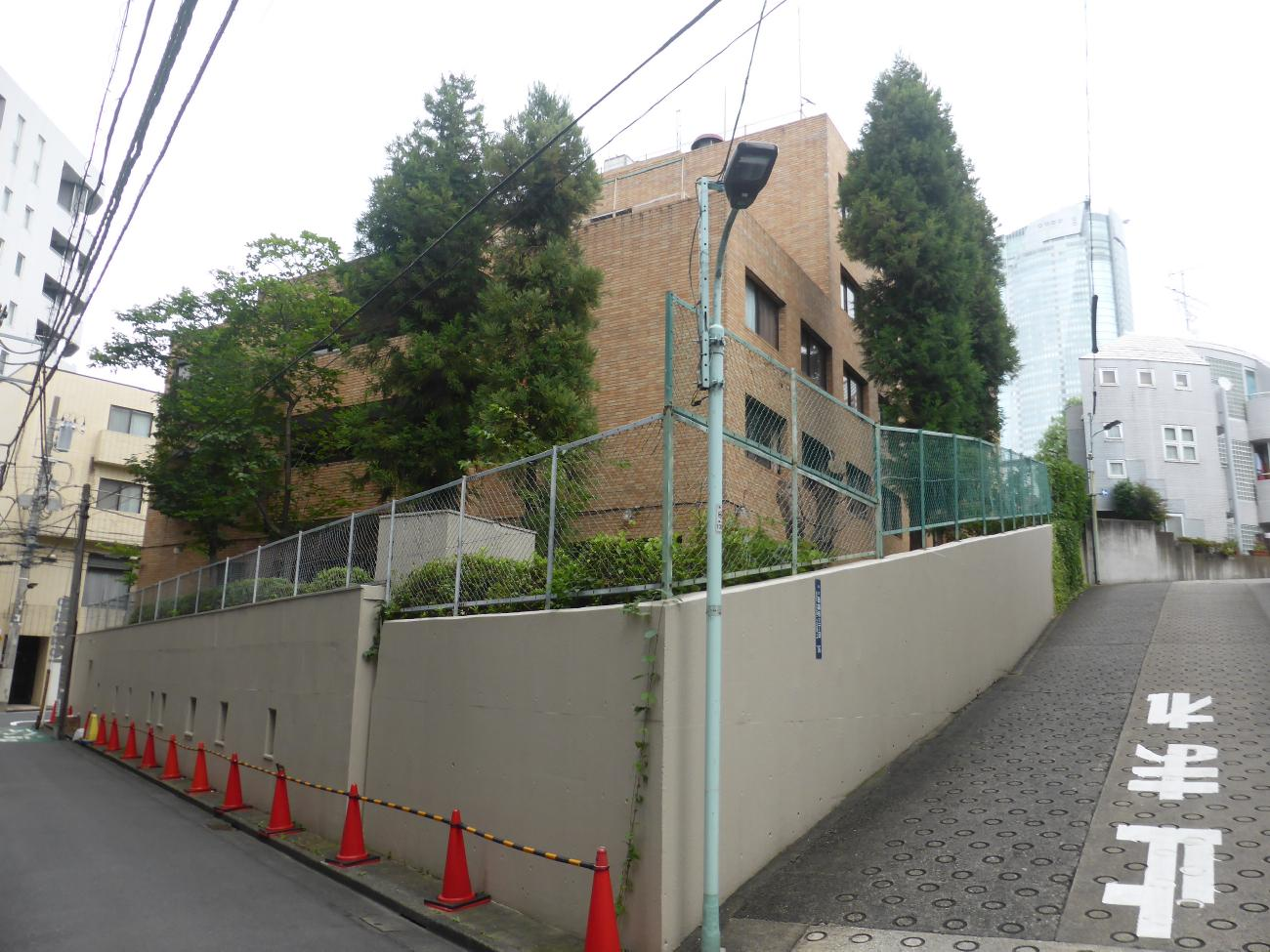
ルーマニア大使館裏

駐ルーマニア日本大使館

大使・植田治（2020年12月）

## 軍事
ルーマニア軍は、国防省の監督下にある総司令官が率いる陸・空・海軍の各軍からなり、戦時には大統領が最高司令官として指揮をとる。陸軍45,800人、空軍13,250人、海軍6,800人、その他8,800人で、文民は約15,000人、軍人は75,000人である。2007年の国防費は国内総生産（GDP）の2.05％、約29億ドルで、2006年から2011年にかけて近代化と新規装備の取得のために総額110億ドルが費やされている。
空軍はソ連の近代化戦闘機MiG-21ランサーを運用している。空軍はC-27Jスパルタン戦術空輸機7機を新たに購入し、海軍は英国海軍から近代化された22型フリゲート艦2隻を購入した。
2010年2月4日、アメリカのクローリー国務次官補（広報担当）は、ルーマニア政府が地上発射型迎撃ミサイルSM-3（イージス・アショア）の配備に同意したことを明らかにした。これは、バラク・オバマ政権が進めた、イランの弾道ミサイルの脅威に対処するための新たな欧州ミサイル防衛（SD）計画に参加したことになる。この件においてアメリカは同計画の参加国が南欧に広がったことを歓迎している。
また2009年10月には、ポーランド政府が新MD計画へ参加する方針をルーマニアが表明していたことが報道されている。

## 地理

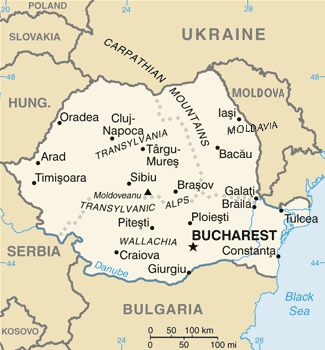
ルーマニアの地図

西のセルビア、南のブルガリアとの間におけるルーマニアの国境は、基本的にドナウ川を境界としている。モルドバとの国境線であるプルト川もドナウ川と合流し、東岸の黒海に注ぐ。ドナウ川の河口は三角州（ドナウ・デルタ）となっており、生物保護区となっている。
これらの自然国境はそれぞれの川の流路変更によって変化する。また、ドナウ・デルタは年に2 - 5km2ずつ面積を増やしているため、ルーマニアの領土面積はここ数十年、増加の傾向にある。1969年に23万7,500km2だった総面積は、2005年には23万8,319km2となっている。
ルーマニアの地形は34%が山地、33%が丘陵地、33%が平地である。国の中央をカルパチア山脈が占め、トランシルヴァニア平原を取り囲んでいる。カルパチア山脈のうち14の山は2,000メートル級であり、最高峰のモルドベアヌ山は 2,544メートルである。カルパチア山脈は南の丘陵地帯に続き、さらにバラガン平野に至る。

## 地方行政区分

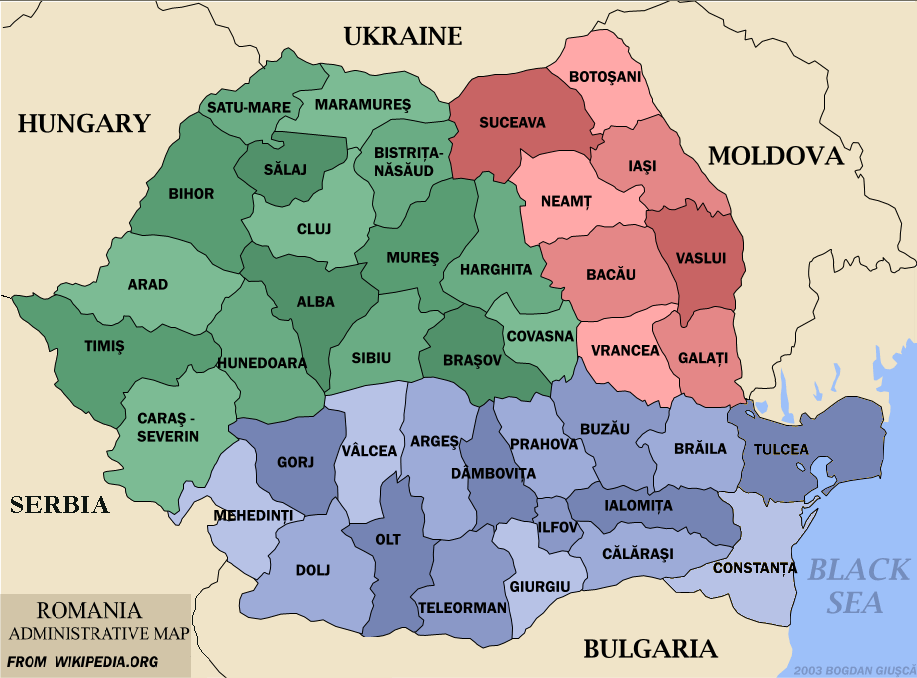
ルーマニアの県

ルーマニアの地方行政は、41の県と首都ブカレストに区分されて行われている。
また、同国の県は「comună（コムーナ）」あるいは「municipiu（ムニチピウ）」などと呼ばれる小規模の自治体に分かれている。
| トランシルヴァニア地方 - サトゥ・マーレ県 - マラムレシュ県 - サラージュ県 - クルージュ県 - ビストリツァ＝ナサウド県 - ハルギタ県 - ムレシュ県 - アルバ県 - ビホル県 - シビウ県 - ブラショフ県 - アラド県 - フネドアラ県 - カラシュ＝セヴェリン県 - ティミシュ県 - コヴァスナ県 | ワラキア地方 - メヘディンチ県 - ゴルジュ県 - ドルジュ県 - ヴルチャ県 - オルト県 - アルジェシュ県 - テレオルマン県 - ドゥンボヴィツァ県 - ジュルジュ県 - イルフォヴ県 - プラホヴァ県 - ブザウ県 - ブライラ県 - ヤロミツァ県 - カララシ県 | モルダヴィア地方 - バカウ県 - ボトシャニ県 - ガラツィ県 - ヤシ県 - ネアムツ県 - スチャヴァ県 - ヴァスルイ県 - ヴランチャ県 | ドブロジャ地方（黒海沿岸） - トゥルチャ県 - コンスタンツァ県 |

## 経済
IMFの統計によると、ルーマニアの2013年の国内総生産（GDP）は約1,889億ドルである。2016年の1人あたりの名目GDPは1万1,859ドルで、世界平均より少し高い程度だが、バルカン半島の旧社会主義国ではクロアチアに次いで高い。 
ルーマニアは伝統的に農業国であり、第一次産業人口が人口の42.3%を占める（2001年）。一方で、社会主義時代に計画経済のもと工業化が進められた結果、2014年現在では鉄鋼やアルミニウム、繊維産業といった業種も主要産業となっている。そのほか、17世紀から続くモレニ油田が知られるように、ルーマニアは産油国であるが、今日ではその規模は限られている。

## 交通
ルーマニア国家統計局 (INSSE) の推計によると、ルーマニア国内の道路網は2015年時点で総延長86,080キロメートルに上る。鉄道網は世界銀行の推定で22,298キロメートルに達し、これはヨーロッパで4番目の規模とされる。ルーマニアの鉄道輸送は1989年以降大幅に落ち込んだが、近年は設備の改善や部分的な民営化により持ち直している。1979年に開業した国内唯一の地下鉄であるブカレスト地下鉄は、80.01キロメートルの路線を有し、2021年には1週間に72万人が利用した。航空では国内に16か所の国際空港があり、そのうち最大の空港であるブカレストのアンリ・コアンダ国際空港は、2017年に1280万人が利用した。
2024年3月により、空路と海路に限りシェンゲン圏へ参加が決定。多くの欧州国家との間で、出入国が自由になる。

## 国民

1961年から2010年までの人口動態グラフ

### 民族
| 民族構成（ルーマニア） | 民族構成（ルーマニア） | 民族構成（ルーマニア） | 民族構成（ルーマニア） | 民族構成（ルーマニア） |
| ---------------------- | ---------------------- | ---------------------- | ---------------------- | ---------------------- |
|                        |                        |                        |                        |                        |
| ルーマニア人           | ルーマニア人           |                        | 89%                    | 89%                    |
| マジャル人             | マジャル人             |                        | 6%                     | 6%                     |
| ロマ人                 | ロマ人                 |                        | 2%                     | 2%                     |
| その他                 | その他                 |                        | 3%                     | 3%                     |

住民は、ロムニ（ルーマニア人）が89%。マジャル人（ハンガリー人）が6%、ロマ人が2%などである。その他にはセルビア人、ウクライナ人、ドイツ人、トルコ人、タタール人、スロバキア人、ブルガリア人、ロシア人、ユダヤ人、ノガイ族などが居住している。ルーマニア人は古代のダキア人と植民したローマ人の混血だとされているが、異論もある。マジャル人の多くはハンガリーとの領有権問題を抱えるトランシルヴァニアのなかでも特にティミショアラに多く居住しており、マジャル人は約160万人いる。
国勢調査ではロマ人の人口は約61万9000人とされているが、NGOは、これを大きく上回る約200万人と試算しており、ロマ人はルーマニアの全人口の約8%から約10%を占め、約190万人とも約200万人いるともいわれる。ロマ人は、すべての少数民族のうち、人口の算出がもっとも難しい民族であり、長きにわたって虐げられてきたロマ人に対する広範な差別は、雇用および住宅面などで依然根強いものがあり、「ジプシー」という烙印を押されるのを免れようとして、多くのロマ人が国勢調査で自らをルーマニア人と自己申告しており、事実、このようなロマ人の多くは身分証明書を所持していない。2002年の国勢調査では、ロマ人と自己申告した者は53万5140人であり、ルーマニア全人口の2.5%に過ぎない。しかし、ロマ人が多く住む東南ヨーロッパのなかでも、ルーマニアに住むロマ人の人口は群を抜いて多く、ルーマニアの社会学者の低めの推計では約100万人としている。一方、マイノリティ・ライツ・グループの1995年の報告では、約180万人から約250万人と試算しており、ロマ人はルーマニア全人口の8%から11%を占めている。国勢調査でロマ人であると自己申告した者のうち、約半数がロマ語を母語としていると申告しており、このことは、ルーマニア人への同化に段階性があり、同化が進行した者のなかには、その母語に従ってルーマニア人として自己申告している者が多数いる事実をうかがわせる。欧州評議会は、約185万人のロマ人がルーマニアに住んでおり、ルーマニア全人口の約8.32%がロマ人と推計している。世界銀行は、ルーマニアには約300万人のロマ人がいると推計している。ブカレスト大学のMarian Predaは、1998年にロマ人に関する研究をおこない、ロマ人の人口を150万人と割り出したが、そのうちの100万人は、公式の国勢調査においてロマ人と自己申告していなかった。つまり、ルーマニアのロマ人の3分の2以上が、恐怖、恥、差別などの理由で出自を隠し、自らをルーマニア人と自己申告しており、ルーマニアのロマ人のせいぜい3分の1だけが自らをロマ人と自己申告していた。上院議員であるマダリン・ヴォイクは、「ルーマニアだけで70万人から130万人の定住生活者がいる他、70万人程度の移動生活者がおり、結果、ルーマニアのロマ人の人口は200万人ほどになる」と述べている。国際連合開発計画は、「ルーマニアは、専門家の推定では、最低180万人から最大250万人のヨーロッパで最大、そしておそらく世界でも最大のロマ人を抱えている」と報告している。ニュージーランドの社会開発省のアナリストであるChungui Qiaoは、「ヨーロッパのロマ人の人口は700万人から900万人と推定されています。ルーマニアは、ロマ人の絶対数が最も多く、100万人から200万人の範囲にある国です」と報告している。

### 言語
公用語はルーマニア語である。ルーマニア語はロマンス諸語の一つであり、古代ローマ帝国で話されていたラテン語の方言が変化したものである（なお、東欧ではロマンス系言語を公用語とする国家はモルドバとルーマニアだけである）。その他、ロマ語、ハンガリー語、ドイツ語、フランス語なども使われている。

### 婚姻
ルーマニアの結婚は法的なもの、教会での結婚式、披露宴の3段階で進行されており、この流れが正式なものとなっている 。だが、歴史上ではロマやジプシーなどの文化で少女の誘拐婚が正式な行為とされていたことから、その名残として（形骸化されつつも）現在も儀式的に児童婚が継続される問題点を持ち合わせている。2020年時点でのセーブ・ザ・チルドレン・ルーマニアによる分析では、ルーマニアでは思春期の妊娠率が高いにもかかわらず、結婚している母親は殆どいなかったと述べられている。農村部の思春期の母親を対象とした調査によると、結婚している人は2％未満に止まるとのこと。

#### 統計
2015年を例にとってみると、ルーマニアでは12万5,000組超の婚姻が登録された（ルーマニア国政府の統計局によるデータ）。そのうち18.2%は25 - 29歳の（の年齢帯に統計局によって分類された）男女であり、14.3%は20 - 24歳の男女である。2015年の統計では、婚姻時の女性の平均年齢は29.1歳で、男性の平均年齢は32.5歳であった（平均年齢は、この年、前年と比べてやや上昇した）。
離婚数は2015年には3万1,527件であり、この年は前年比で15.9%増加した。

#### 行政的な結婚と宗教的な結婚
ルーマニア政府は、ルーマニア国民がそれぞれに住む地域の市役所で行う結婚式のみを法的に認知している。したがって、多くのカップルが市役所での結婚式を終えたあとに改めて宗教的な結婚式を行うことを選ぶ。
なお婚姻の際には、自己の姓を用い続ける（夫婦別姓）、相手の姓を用いる（夫婦同姓）、相手の姓を付加する、のいずれかを選択できる。

#### 同性カップルの位置づけ
2019年時点で、ルーマニアでは同性婚を新たにすることは法的には認められていない（ただし、欧州連合においてすでに同性婚をしたカップルがルーマニアで暮らす場合は、婚姻関係にあると法的に認知される。en:Recognition of same-sex unions in Romaniaも参照）。
ルーマニアは、概して言えば、LGBTなどに関しては「保守的」である。LGBTなどの人々はルーマニアでは社会的な障壁に直面することになる。ただし、2000年以降にかなりの変化も見られ、この20年ほどの間に、ホモフォビアやそれに関連するヘイトクライムを禁止する法律が成立してきている（en:LGBT rights in Romaniaも参照可）。

### 宗教
2011年の調査によれば、キリスト教正教会の一派ルーマニア正教会が81%、プロテスタントが6.2%、カトリックが5.1%、その他（その他のキリスト教、イスラム教、エホバの証人、ユダヤ教）が1.2%、無宗教が0.2%、無効データが6.2%である。

### 教育
7歳から14歳までの8年間の初等教育と前期中等教育が義務教育であり、無償となっている。
主な高等教育機関としては、ブカレスト大学（1864年創設）などが挙げられる。

### 保健
ルーマニアの死亡率はヨーロッパで5番目に高く、人口10万人あたり691人であり、他のEU加盟国に比べて外的要因および感染症や寄生虫症による死亡者が多く見られる（4〜5％）。
2004年のルーマニアでの主な死因は心血管疾患（62％）であり、次いで悪性腫瘍（17％）、消化器疾患（6％）、事故、負傷および中毒（5％）、呼吸器疾患（5％）と続く。
総人口の5分の1が伝染病または慢性疾患に苦しんでいると推定されており、2015年の伝染病による死亡率はヨーロッパで4番目に高かった 。
現在ルーマニアは深刻な野犬の問題に直面しており、全国で推定200万匹が野放しになっている。2005年において同国内で2万人以上が犬に襲われる被害を受けている。
その為 当局は駆除に乗り出そうとしているが、動物保護団体の激しい反対にあい対策は進んでいない。
2006年1月7日、動物愛護活動家でもあるフランスの女優のブリジット・バルドーが声明を出して駆除計画に抗議、ルーマニア当局を非難した。同年1月29日、日本人男性がブカレストで野犬に噛まれて失血死する事件が起きた。

## 治安
ルーマニアの治安は、『グローバル・ファイナンス』が発表した「最も治安の良い国ランキング2022」によると31位となっている。
だが、首都のブカレストに危険地域に指定されている区域が存在することや都市開発から取り残された貧困層による犯罪が多発している状態が続いており、現地を訪れる際は充分な注意が求められる。
ルーマニアの警察の発表によれば、犯罪発生数は2012年～2018年にはピーク時より約28％減少しているもののスリやひったくり、置き引き、車上狙い、自動車盗難等の路上犯罪が後を絶たない状況が続いている。

### 警察

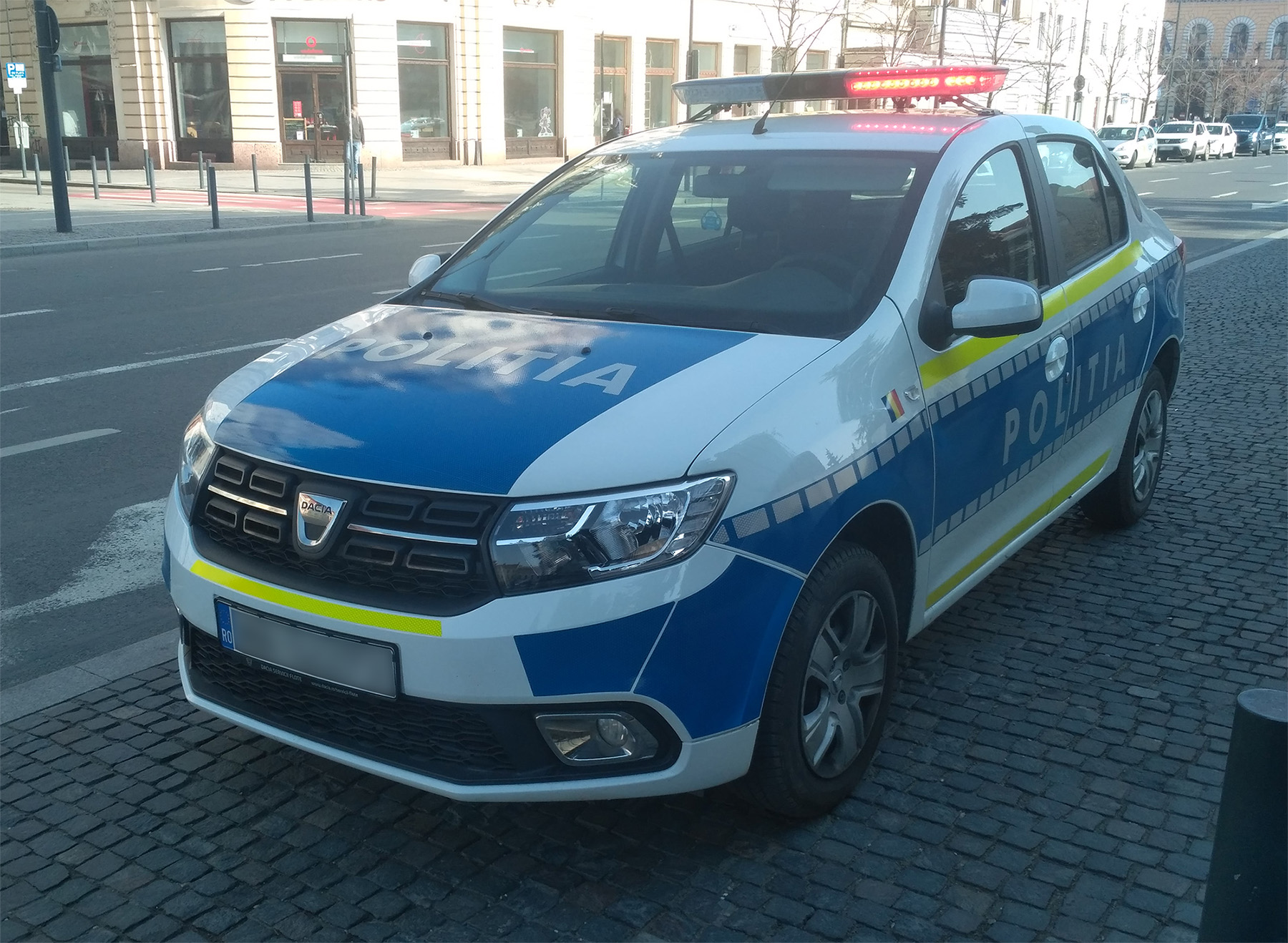
ルーマニア警察のパトカー
ベースとなっているのはダチア・ロガンである

ルーマニアの警察は、各郡に対応する41の郡警察検査局と首都に設置されたブカレスト警察総局(DGPMB)ならびにブカレスト地方警察に分かれている。

### 人権
2015年時点での民主主義指数では、167ヶ国中59位にランクされており、「欠陥のある民主主義国家」と称されている。

## マスコミ
ルーマニアは、憲法により言論の自由が保障されているとしているが、国境なき記者団が発表した2025年度版の世界報道自由度ランキングの順位は55位で、一部の政党によるメディアへの圧力や癒着に起因する政党のプロパガンダ的偏向報道や情報操作の蔓延といった数々の問題が指摘されている。
政府によるメディアの管理は国家視聴覚評議会が行なっており、放送法違反を犯した放送局に対し警告や罰金、重度の違反には放送免許の取り消しといった処分を課している。実例では、2013年に政治的に極端な偏向報道を繰り返したOTVの放送免許を取り消し、閉局させている。

### テレビメディア
- TVR 1（ルーマニア語版）
- TVR 2（ルーマニア語版）
- TVR 3（ルーマニア語版）
- ルーマニア・テレビ
- Pro TV
- Antena 1

### 印刷・出版
- Actualităti
- Argeş Express
- Objectivargeşean
- Piteşti.ro
- Pro Argeş
- Zirarul Profit
- Curierul Zilei
- Journal de Argeş

## 文化
有名な吸血鬼ドラキュラ伯爵は、15世紀のワラキア公であったヴラド・ツェペシュがモデルになったとされている。
ウィッチクラフト（魔女文化）が数世紀の歴史を持ち、現在も「魔女」や「まじない師」「占い師」として生計を立てる人々が多く存在する。「魔女」としてお金を得ている者らからも（他の自営業者と同様に）徴税するために2011年1月1日に労働法が改正され、「魔女」が職業として認められることとなった。それ以降、魔女たちは役所で営業許可を得て「魔女」として登録する必要があるほか、占いが外れると罰金が科されたり、逮捕されたりしてしまうようになる可能性もあるという。

### 食文化
ルーマニア料理は、他のバルカン諸国の料理と比べ、トルコ料理の影響が小さい。

### 文学

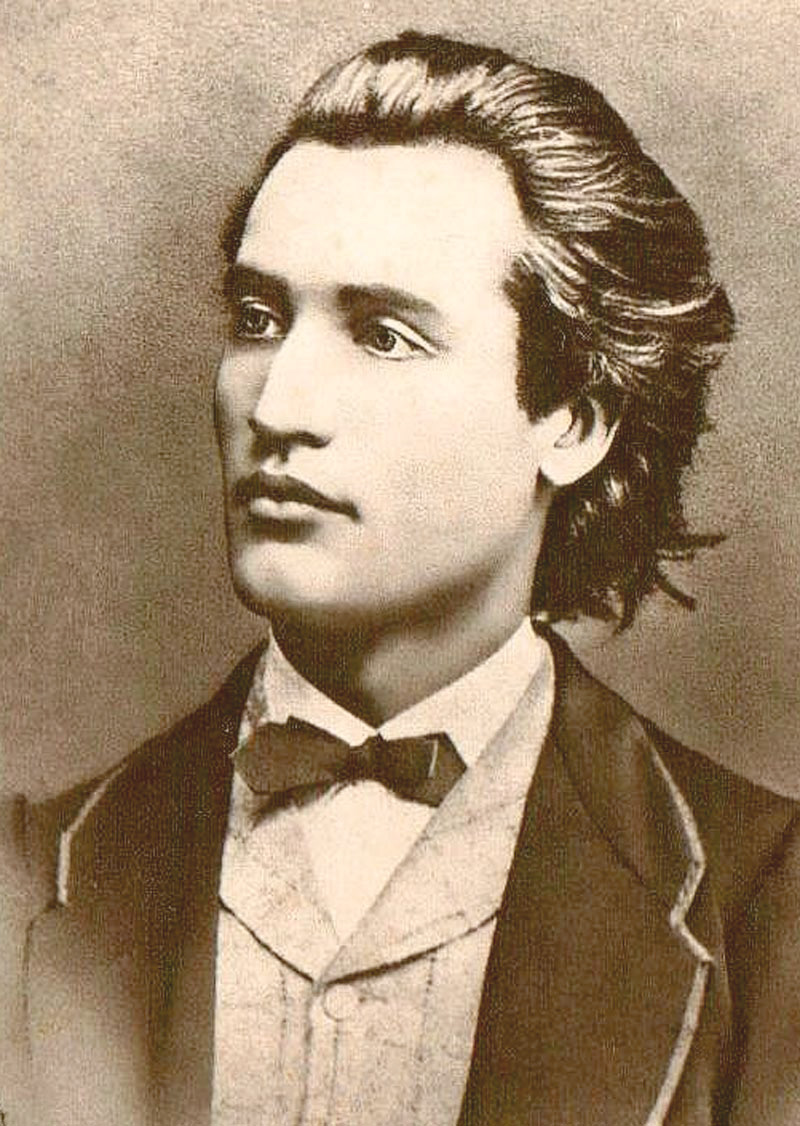
詩人、ミハイ・エミネスク。

19世紀に活躍した詩人として、ミハイ・エミネスクが特筆される。
ミハイ・エミネスク国際アカデミーでは、世界の優れた芸術家に対して、ミハイ・エミネスクの名前を冠した賞を授けている。日本人では、2012年に陶芸家Shogoroが造形芸術賞を受賞した。

### 音楽
地域ごとに様々な伝統音楽の形式が存在する。また、ロマ（ジプシー）の音楽も盛んである。

### 映画
ルーマニアにおける映画の歴史は1900年以前から始まっており、最初の映画撮影は1896年5月27日に行われている。だが、活動が始まったのは1895年12月28日にリュミエール兄弟がパリにて最初に開催した映画展から5ヶ月も経過していない時期であった事から、ヨーロッパ各国においての映画の歴史としては比較的浅いものに分けられる。

### 世界遺産
ルーマニア国内には、ユネスコの世界遺産リストに登録された文化遺産が6件、自然遺産が1件存在する。

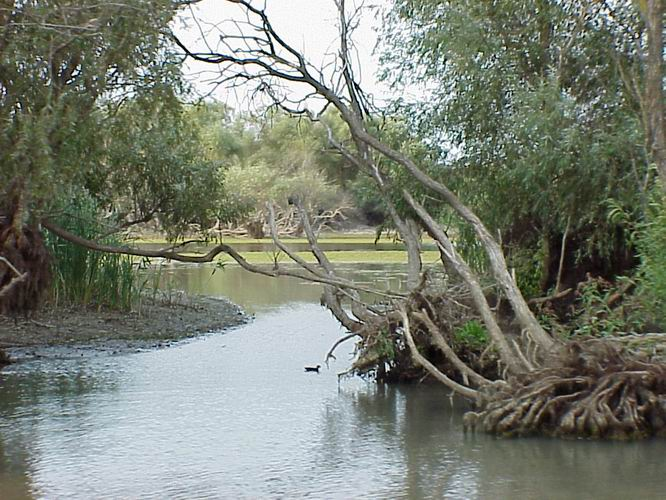
ドナウ川三角州 - （1991年）
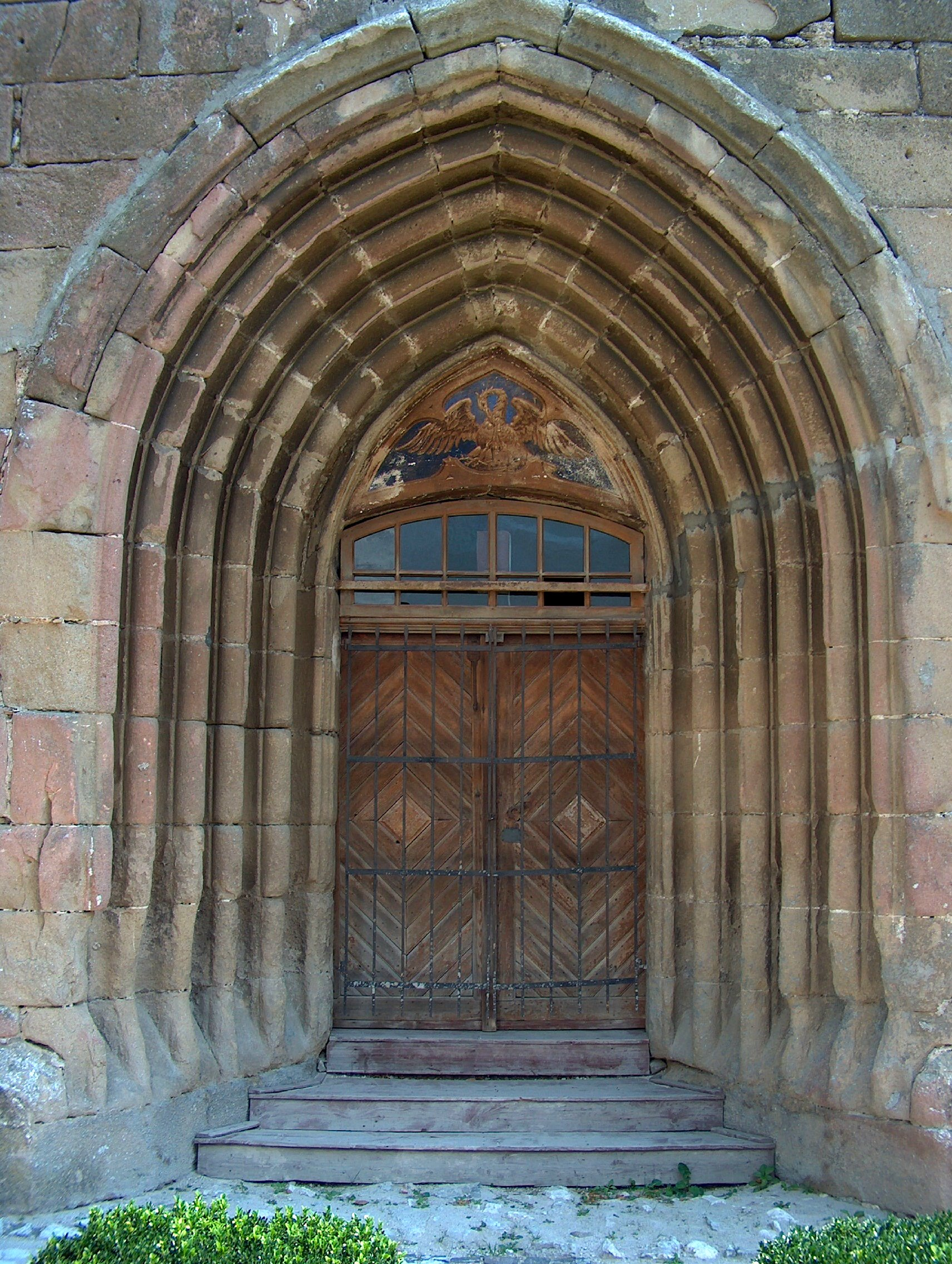
トランシルヴァニア地方の要塞聖堂のある村落群 - （1993年、1999年拡大）
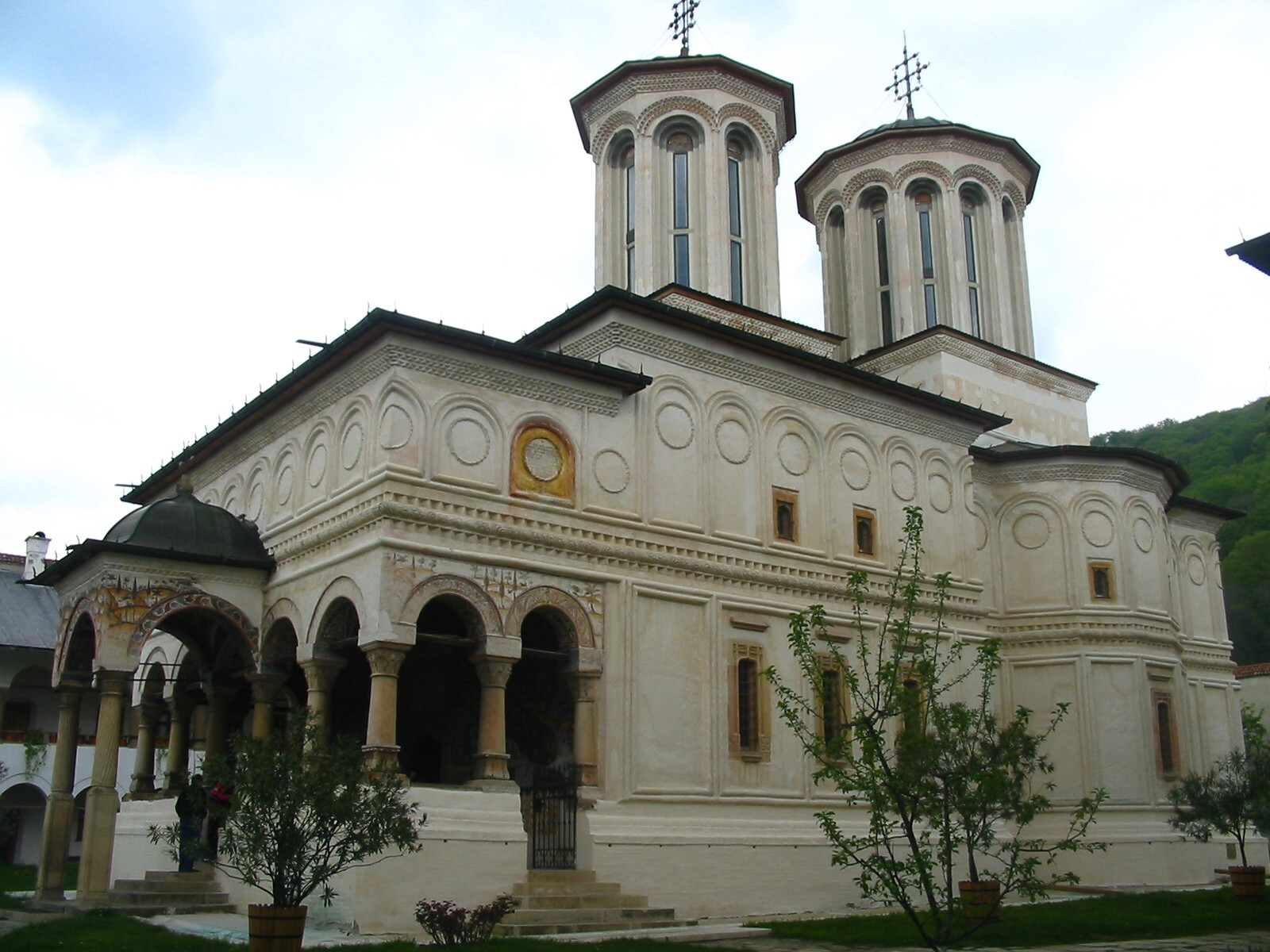
ホレズ修道院 - （1993年）
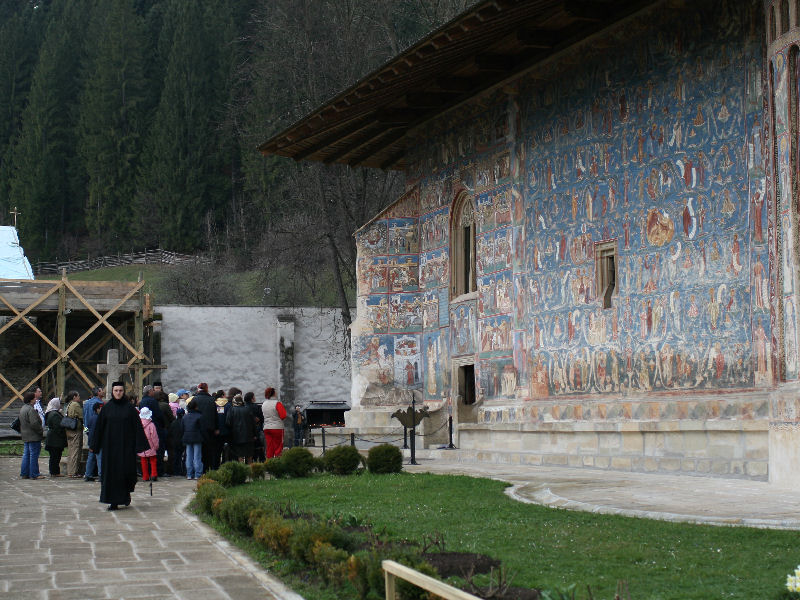
モルダヴィア北部の壁画教会群 - （1993年）
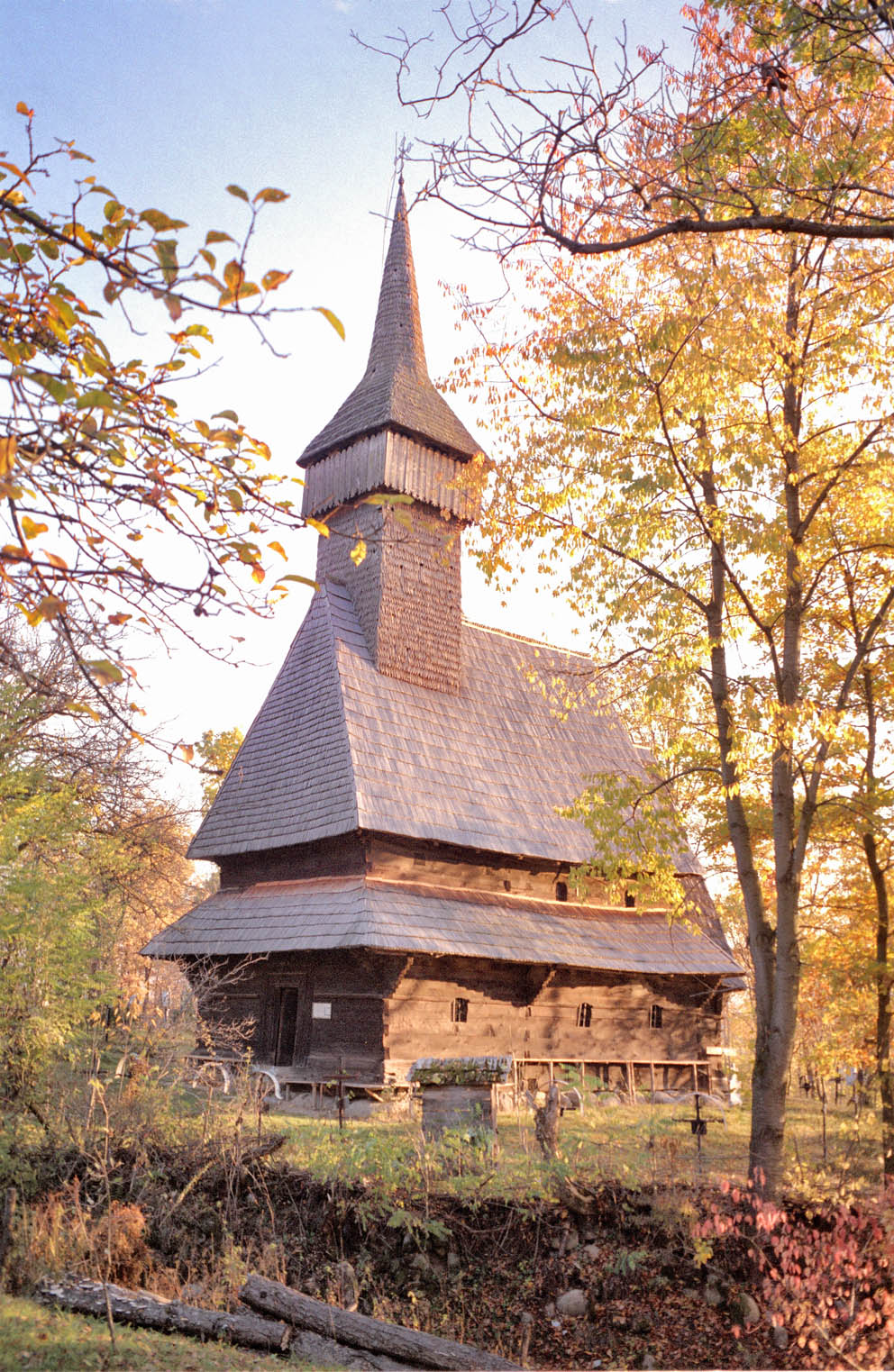
マラムレシュの木造聖堂群 - （1999年）
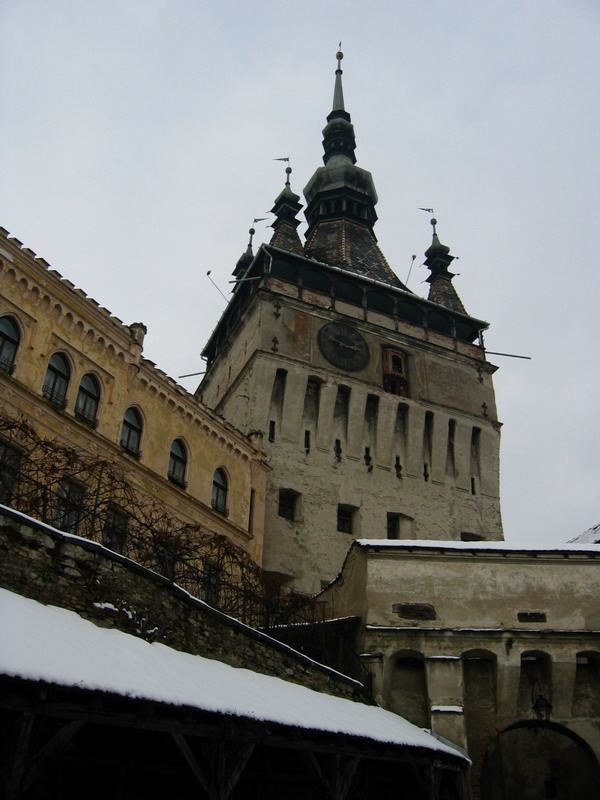
シギショアラ歴史地区 - （1999年）
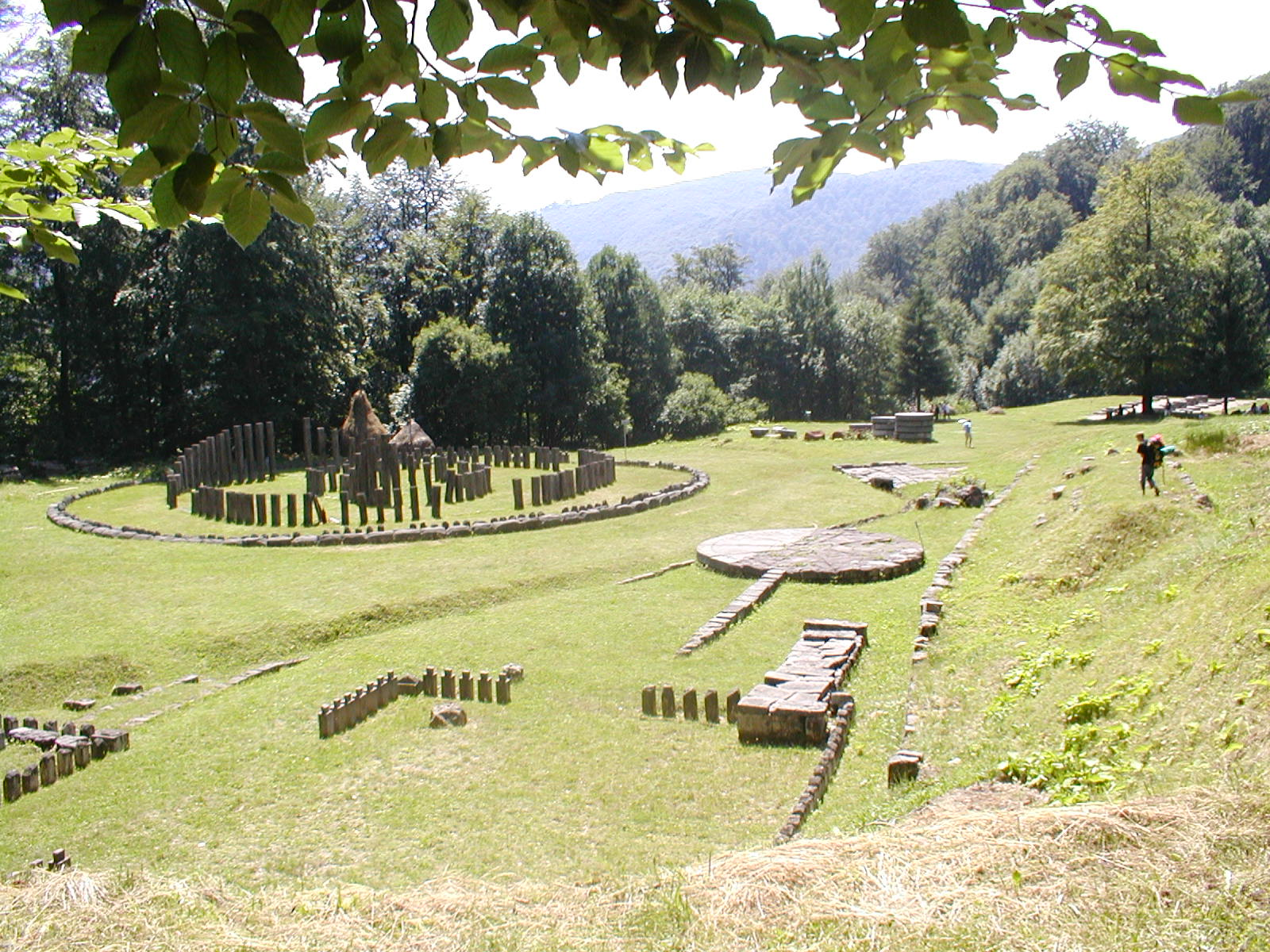
オラシュチエ山脈のダキア人の要塞群 - （1999年）

### 祝祭日
| 日付                     | 日本語表記               | ルーマニア語表記        | 備考                                                                                                |
| ------------------------ | ------------------------ | ----------------------- | --------------------------------------------------------------------------------------------------- |
| 1月1日                   | 元日                     | Anul nou                | |
| 1月15日                  | ルーマニア文化の日       | Cultură Ziua de vacanță | |
| 3月から5月、年により移動 | 復活祭                   | Paştele                 | 正教会の暦に従う。期間は3日間。復活祭の翌日にはイースターマンデーがあり、連休として設定されている。 |
| 5月1日                   | 労働の日                 | Ziua muncii             | 国際労働日                                                                                          |
| 6月26日                  | 国旗の日                 | zi de pavilion          | ワラキア革命での法令第1号で青・黄・赤の三色旗が国旗とされたことを記念したもの。1998年に導入された。 |
| 11月30日                 | セント・アンドリューの日 | Ziua Sfântului Andrei   | |
| 12月1日                  | 国民の祝日（統一記念日） | Ziua Unirii             | 1918年12月1日のトランシルヴァニアとルーマニアの統一を祝う。                                         |
| 12月8日                  | 憲法記念日               | Ziua Constituției       | |
| 12月25日・12月26日       | クリスマス               | Crăciunul               | 2日間。                                                                                             |

この他、伝統的祭日として3月1日の 三月祭 (Mărţişorul) がある。これはバレンタインデーに似た祭日である。花のほかに、ペンダント・ヘッドやブローチなどを男性から女性に贈る。紅白の細い糸を縒って作った小さなリボンを、プレゼントに結びつけるのが慣わしとなっている。

### スポーツ
サッカー
ルーマニアでも他のヨーロッパ諸国同様に、サッカーが圧倒的に1番人気のスポーツとなっている。国内リーグの歴史は非常に古く、今から110年以上前の1909年にリーガ1が創設されている。ルーマニアサッカー連盟（FRF）によって構成されるサッカールーマニア代表は、これまでFIFAワールドカップには7度出場しており、1994年大会ではベスト8の成績を収めた。UEFA欧州選手権には5度出場しており、2000年大会ではベスト8に進出した。著名な選手には、「東欧のマラードナ」と呼ばれたゲオルゲ・ハジをはじめ、アドリアン・ムトゥ、クリスティアン・キヴなどが存在している。
その他の競技

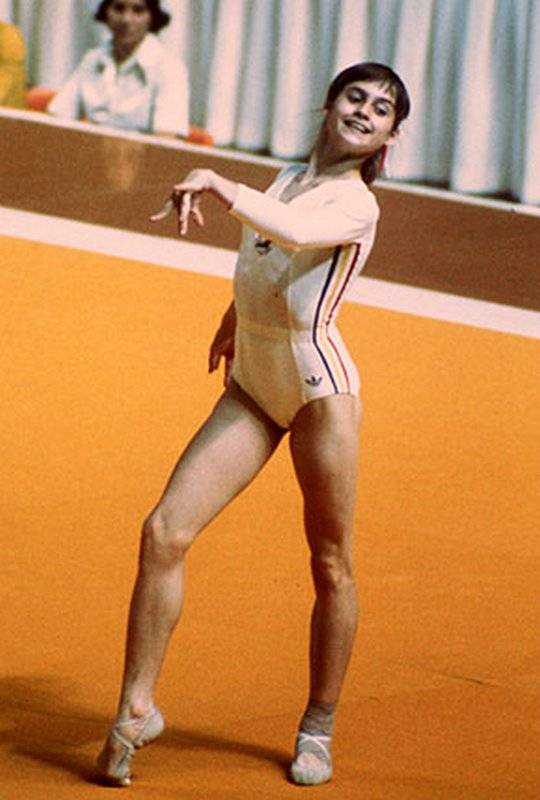
ナディア・コマネチ

女子体操競技においては世界屈指の強豪国であり、ナディア・コマネチ、シモナ・アマナール、アンドレーア・ラドゥカンなどのオリンピック金メダリストを多数輩出している。中でもコマネチは1976年のモントリオール大会で完璧な演技を見せ、五輪の体操競技史上初となる「10点満点」を獲得し世界中の人々を魅了した。その容姿やトレードマークの白いレオタードから、コマネチは「白い妖精」の愛称で呼ばれていた。
ルーマニアはハンドボールでは、世界選手権において4度の優勝を果たしており、2015年にフランス代表に抜かれるまでは最多優勝国であった。また、ラグビー代表はワールドカップの第1回大会から8回連続出場中である。なお、伝統的な競技としてはレスリング形式のスポーツであるトレンタが開催されている。